# Kæmpebænken
Kæmpebænken är en nunatak i Grönland (Kungariket Danmark). Den ligger i den centrala delen av Grönland, 1 300 km nordost om huvudstaden Nuuk. Toppen på Kæmpebænken är 2 452 meter över havet.
Terrängen runt Kæmpebænken är platt åt sydost, men åt nordväst är den kuperad.  Trakten runt Kæmpebænken är nära nog obefolkad, med mindre än två invånare per kvadratkilometer. Det finns inga samhällen i närheten. Trakten runt Kæmpebænken är permanent täckt av is och snö.